# Sukamara
Sukamara is een bestuurslaag in het regentschap Tanggamus van de provincie Lampung, Indonesië. Sukamara telt 1959 inwoners (volkstelling 2010).